# Yllenus algarvensis
Yllenus algarvensis là một loài nhện trong họ Salticidae.
Loài này thuộc chi Yllenus. Yllenus algarvensis được Dmitri Viktorovich Logunov & Yuri M. Marusik miêu tả năm 2003.